# Bahnhof Warszawa Wschodnia

Warszawa Wschodnia (Warschau Ost), genauer Warszawa Wschodnia Osobowa (Warschau Ost Passagiere), ist ein Durchgangsbahnhof im Warschauer Stadtdistrikt Praga-Północ. Er gehört zu den wichtigsten Bahnhöfen Warschaus; im Jahr 2018 nutzten ihn täglich durchschnittlich 47.100 Personen. Jährlich durchlaufen das Gebäude rund 17 Millionen Passagiere, womit Warszawa Wschodnia auch zu den größten Bahnhöfen des Landes gehört.

## Geschichte

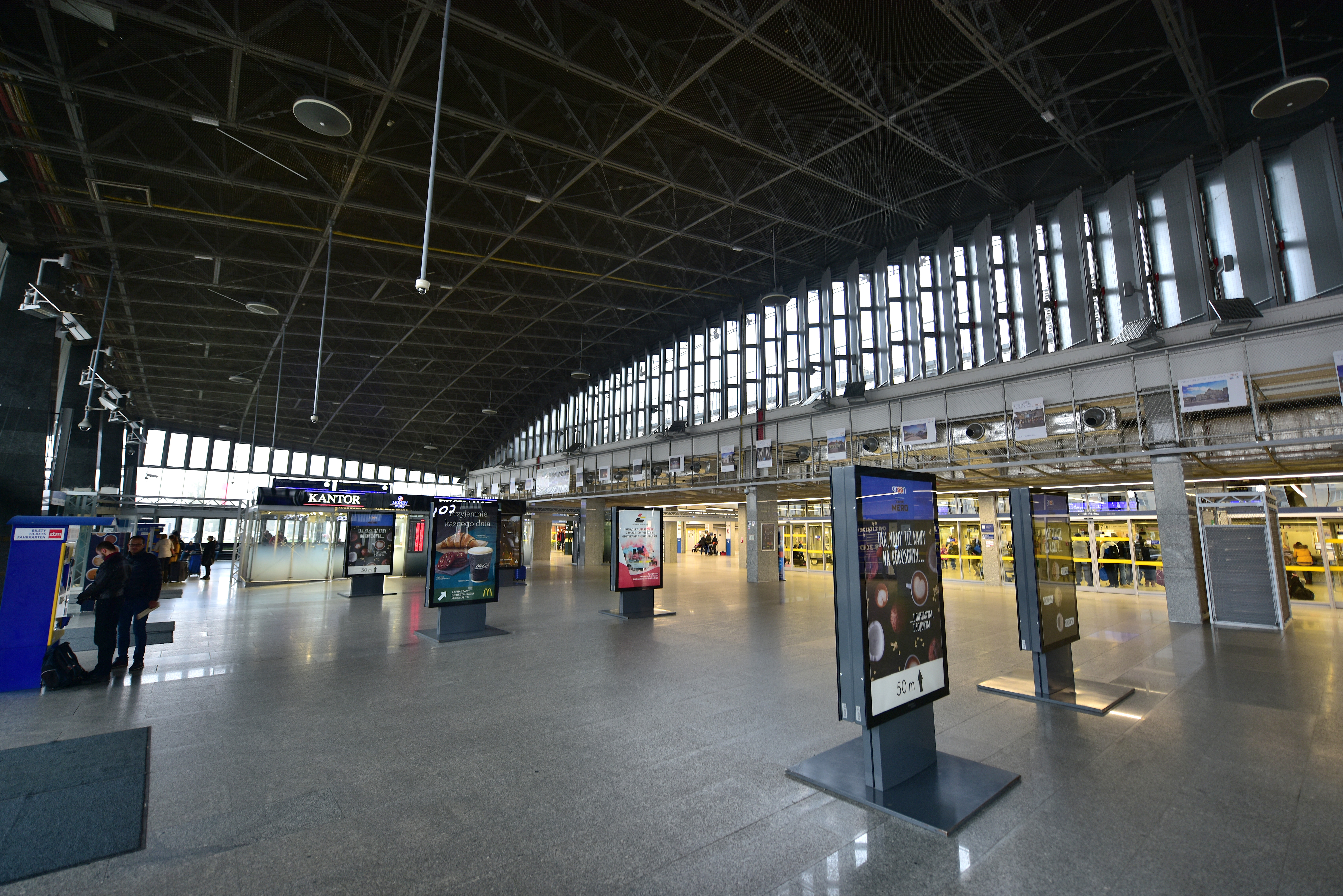
Die Bahnhofshalle im Jahr 2018

Ein Vorgängerbahnhof befand sich rund 200 Meter westlich des heutigen Bahnhofgebäudes. Der Dworzec Terespolski war 1866 errichtet worden, zunächst als Kopfbahnhof, um die Strecke Warschau-Terespol zu bedienen. In den 1930er Jahren war dieser Bahnhof im Rahmen der Anlage einer Verbindungslinie (Linia Średnicowa) zum westlich der Weichsel gelegenen Dworzec Główny zu einem Durchgangsbahnhof erweitert worden. Im Zweiten Weltkrieg zerstört, wurden die Gebäudereste nach dem Krieg abgetragen.
Der Bahnverkehr wurde in der Nachkriegszeit zunächst über provisorisch errichtete Gebäude abgewickelt. Die Arbeiten an einem Neubau begannen 1962. Wegen Planungen zu einem innerstädtischen Schnellstraßenring wurde entschieden, den neuen Bahnhof ostwärts des vormaligen Standortes zu errichten. Jeweils an den beiden Zugangsstraßen Ulica Kijowksa und Ulica Lubelska entstanden Abfertigungsgebäude (je eines für Fern- und Nahverkehr). Der Entwurf des größeren Objektes an der Ulica Kijowska im Stil der Moderne stammte von den Architekten Arseniusz Romanowicz und Piotr Szymaniak. Wie auch bei anderen Bahnhofsgebäuden der beiden Architekten (Warszawa Ochota, Warszawa Powiśle, Warszawa Stadion) überdeckt eine schalenförmige Deckenkonstruktion die Schalterhalle an der Ulica Kijowska. Im Januar 1969 wurde als letzter Bereich der Hauptteil des Bahnhofsgebäudes eröffnet. Der Bahnhof verfügt über sieben Bahnsteige, die durch drei Tunnel erschlossen werden.
Bis zum Bau des Bahnhofs Warszawa Centralna in den 1970er Jahren war Warsazwa Wschodnia der größte Bahnhof Warschaus. Ab dann verschlechterte sich der Zustand des Bahnhofs. Notwendige Investitionen in Erhalt und Modernisierung wurden nicht mehr durchgeführt. Erst anlässlich der Fußball-Europameisterschaft 2012 kam es zu einer umfangreichen Sanierung. Im Jahr 2020 wurde der in der Nähe des Bahnhofstandortes geborene polnische Politiker Roman Dmowski zum Namenspatron des Bahnhofs. Seitdem lautet die offizielle Bezeichnung Dworzec Warszawa Wschodnia im. Romana Dmowskiego. Gleichzeitig wurde im Bahnhofsgebäude eine Gedenktafel für Dmowski enthüllt.